# 2021 CJ46
2021 CJ46 est un objet transneptunien du groupe des cubewanos. 

## Caractéristiques
2021 CJ46 mesure environ 263 km de diamètre.